# Гжегож Пасют
Гжегож Пасют (пол. Grzegorz Pasiut; народився 7 травня 1987, Польща) — польський хокеїст, нападник. Виступає за «Краковія» (Краків) у Польській Екстралізі. 
Виступав за КХТ «Криниця», «Краковія» (Краків).
У складі національної збірної Польщі провів 47 матчів (11 голів); учасник чемпіонатів світу 2007 (дивізіон I), 2008 (дивізіон I), 2010 (дивізіон I) і 2011 (дивізіон I). У складі молодіжної збірної Польщі учасник чемпіонатів світу 2005 (дивізіон I), 2006 (дивізіон I) і 2007 (дивізіон I). У складі юніорської збірної Польщі учасник чемпіонату світу 2005 (дивізіон I). 
Чемпіон Польщі (2006, 2008, 2009, 2011).
Батько: Анджей Пасют.